# Obrzycko
Obrzycko (německy Obersitzko, česky zastarale Obřísko) je město v Polsku ve Velkopolském vojvodství v okrese Šamotuly. Je centrem vesnické gminy Obrzycko. V roce 2024 zde žilo 2 384 obyvatel.